# 7月の魔法使い
『7月の魔法使い』（しちがつのまほうつかい）は、田中メカによる日本の漫画作品、およびそれを表題作とした漫画短編集。

## 概要
田中メカの2冊目の短編集で、白泉社の花とゆめコミックスより2009年1月に発売された。
龍ノ爪高校を舞台にした恋愛漫画「○月」シリーズと、ファンタジー漫画「午前の森」を収録している。

## 収録作品
以下の掲載誌の出版元はすべて白泉社。
7月の魔法使い（しちがつのまほうつかい）
2006年、『LaLaスペシャル』8月号掲載
進学科と体育科に分かれている龍ノ爪高校（たつのつめこうこう）では、ふたつの科同士で仲が悪い。ある日、進学科の屋上で追試の逃避行動をしていた体育科1年の寺田健康（てらだ たかやす）は、進学科1年の日向花織（ひなた かおり）と出会う。彼女は、進学科のアイドル石持蓮（いしもち れん）とのファンクラブ特典デートについて悩んでいた。そこで、寺田の追試の勉強を見る代わりに、彼にアドバイザーになってもらうことにする。毎日、屋上で密かに会う日々を重ね、2人は次第に惹かれあっていく。
王子様、11月のユウウツ（おうじさま、じゅういちがつのユウウツ）
2006年、『LaLa DX』11月号掲載
龍ノ爪高校進学科2年の石持蓮は学校の王子様。容姿端麗で無類の女好き、私設ファンクラブの人数は300人を越える。文化祭の近いある日、クラスメイトから、後夜祭の穴場スポット・管理棟最上階の物置をクラスの副担任氷室志名子（ひむろ しなこ）が使っていると聞き、「彼女をオトして部屋を使えるようにしたら文化祭の仕事は免除」という賭けをする。眼力が強く教師や生徒に恐れられ、「北の塔の魔女」と呼ばれている氷室だが、実は小心者で優しく美人だった。
10月の女王と僕（じゅうがつのじょおうとぼく）
2008年、『LaLaスペシャル』10月号掲載
『11月〜』から1年ほど後の話。龍ノ爪高校体育科の女王・寺田頼子（てらだ よりこ）は、進学科に下僕をひとり従えていた。その金剛寺隼人（こんごうじ はやと）とは、お隣同士の幼なじみ。10年前に隼人をかばって左足に痕の残る傷を負ったことで、なんでもいうことを聞く「笑顔の下僕」になった。10月に入り、新体操の女王として名を馳せている頼子は、最後の大会を前にイヤガラセを受けはじめた。それを知った隼人は、同じ体育科に籍を置く頼子の弟・健康から情報を得、対応に乗り出す。実は頼子が1年の時に受けた嫌がらせも、彼が対処したことで消滅していた。「下僕を辞めようとは思わないのか」という健康の問いに「僕からやめたいなんて言えない」と答えた隼人。それを偶然聞いた頼子は隼人を下僕から解放した。
午前の森（ごぜんのもり）
2002年、『LaLa DX』5月号掲載
新青高校の「裏庭」に午前中入った人間は消えてしまう。そんな噂があったため、いつしか裏庭は森のようになってしまっていた。その森を、風紀検問を逃れるため兼近道とした、ロシア人とのクォーターで派手な外見の吉川操（よしかわ みさお）と、彼女を追いかけた風紀委員長・鹿目（かのめ）が通ってしまう。しかし鬱蒼とした木々の間を抜ける間に、2人は異世界に迷い込んでいた。そこで出会ったライトとともに、森の主・セダの元を目指す2人。しかし、途中で操がセダにさらわれてしまう。
3月の恋人たち（さんがつのこいびとたち）
描き下ろし
龍ノ爪高校卒業式での3組の恋人たちの様子を描いている。

## 主な登場人物
寺田健康
龍ノ爪高校体育科1年生。陸上部員だが、1学期末試験の成績が悪く、追試のために部活動参加を禁止されている。追試への逃避行動から花織と知り合った。
両親がおらず、後述の頼子を含めて姉が4人いるため（うち2番目と3番目は双子）、度々メイクを手伝わされており、男子ながらその方面には詳しく有能。女子のファッションにも詳しく、花織のイメチェンを指導する。花織と恋仲になった後は毎日のように屋上で昼休みを過ごす。
日向花織
龍ノ爪高校進学科1年生。学年3位の秀才だが、勉強漬けの日々を送ってきたため「女の子」としての自信がない。
蓮のファンクラブ会員であり、彼とのデート順が近づいてきていることに焦って「研究」を始めるが、あるミスからそれを健康に知られてしまい、「追試対策の勉強を見る」ことを条件に、彼にアドバイザーになってもらう。
石持蓮
進学科2年生（花織や健康の1学年上）。容姿端麗なため「レン様」と呼ばれ、進学科女子の王子様的な存在。会員数300人を越す私設ファンクラブが存在し、会員番号順に「帰宅デート」「週末デート」をしていたり、下敷きなどのグッズが出回っている。なお、ファンクラブの会員が自分に「理想の王子様像」を求めていることを知っており、彼女らには深く踏み込まず、素の自分を晒さない（結果的に「恋のキューピッド」を演出する羽目になった健康と花織は例外）。
しかし、文化祭の後夜祭に関わる賭け（後述）から「魔女」と恐れられる副担任と日々顔をあわせることになる。そして彼女の純粋さに触れていくうちに、賭けに関係なく恋をした。
氷室志名子
教職1年目にして、蓮のいる進学科2-2の副担任。眼光の鋭さから生徒をはじめ同僚にすら「魔女」と恐れられている世界史担当の教師。常に髪をまとめて眼鏡をかけているが、コンタクトレンズにすると更に眼光がきつくなる。しかし、眼鏡の下の素顔は美人で、優しく小心者な性格。ある学園ドラマに憧れて教師になった。
文化祭の準備期間中、あまりクラスに顔を出さず、ある目的から管理棟最上階の物置になっている教室を占拠している。しかし、その教室が文化祭・後夜祭の花火を見る穴場であるため、彼女がいては女子を連れ込めないという話を聞いて、蓮が「オトせたら当日の模擬店仕事を免除」（分刻みでファンクラブ会員とデート予定のため）という賭けをすることに。最初は賭けの存在を知らなかったが、ある日生徒の会話を漏れ聞いたことで知ってしまう。
寺田頼子
体育科3年生（蓮と同学年）。健康の姉で美少女。高飛車で女王様な性格と、所属する新体操部の女王であることをかけて、「体育科の女王」と呼ばれる。その技量を羨む部員から嫌がらせされることも。
幼い頃に隼人を助けようとして左足を犬に噛まれ、以来隼人を「下僕」としてこき使う。その傷は現在も痕が残っている。
金剛寺隼人
進学科3年生（蓮と同じクラス）。頼子の幼馴染にして「下僕」。長い間頼子に片想いしていることもあって頼子のことをよく見ており、健康からの情報を利用し、頼子に仕掛けられる嫌がらせに陰から対処してきた。卒業後は医者を目指して大学へ。

## 書誌情報
田中メカ 『7月の魔法使い』 白泉社〈花とゆめコミックス〉、2009年1月、ISBN 978-4-592-18480-5